# Сирецько-Печерська лінія
Сирéцько-Печéрська лíнія — історично третя лінія Київського метрополітену. Кількість станцій — 16, довжина лінії — 23,9 км.
Нумерація колій: Сирець — Червоний Хутір-I, Червоний Хутір — Сирець-II.

## Історія будівництва
| Пускова дистанція (об'єкт) | Дата                 | Довжина, км |
| --- | -------------------- | ----------- |
| «Золоті ворота», «Палац спорту», «Мечникова» (нині – «Кловська»), пересадкові вузли між станціями «Золоті ворота» і «Ленінська» (нині – «Театральна»), «Палац спорту» і «Площа Льва Толстого» (зараз «Площа Українських Героїв») | 31 грудня 1989 року  | 1,9         |
| «Дружби народів» (зараз «Звіринецька»), «Видубичі» | 29 грудня 1991 року  | 4,4         |
| «Славутич», «Осокорки» | 30 грудня 1992 року  | 4,2         |
| «Позняки», «Харківська» | 28 грудня 1994 року  | 2,6         |
| «Лук'янівська» | 30 грудня 1996 року  | 3,1         |
| «Печерська» на дистанції між станціями «Кловська» і «Дружби народів» (зараз «Звіринецька») | 27 грудня 1997 року  | —           |
| «Дорогожичі» | 30 березня 2000 року | 2,6         |
| Другий вихід на станції «Видубичі» | червень 2001 року    | —           |
| «Сирець» | 14 жовтня 2004 року  | 1,6         |
| «Бориспільська» | 23 серпня 2005 року  | 2,4         |
| «Вирлиця» на дистанції між станціями «Харківська» і «Бориспільська» | 4 березня 2006 року  | —           |
| Електродепо «Харківське» (ТЧ-3) | 23 серпня 2007 року  | —           |
| «Червоний Хутір» | 23 травня 2008 року  | 1,1         |
| Разом: | 16 станцій           | 23,9        |

## Перейменування
| Станція        | Попередня назва | Роки      |
| -------------- | --------------- | --------- |
| Кловська       | Мечникова       | 1989—1993 |
| Звіринецька    | Дружби Народів  | 1991—2023 |
| Варшавська     | Проспект Правди | 2017—2023 |
| Маршала Гречка | Синьоозерна     | 2012—2018 |

## Пасажиропотік
| Станція                          | Пасажиропотік, тис. осіб/добу | Пасажиропотік, тис. осіб/добу | Пасажиропотік, тис. осіб/добу | Пасажиропотік, тис. осіб/добу | Пасажиропотік, тис. осіб/добу | Пасажиропотік, тис. осіб/добу | Пасажиропотік, тис. осіб/добу | Пасажиропотік, тис. осіб/добу | Пасажиропотік, тис. осіб/добу |
|                                  | 2009                          | 2011                          | 2012                          | 2013                          | 2014                          | 2015                          | 2016                          | 2017                          | 2018                          |
| -------------------------------- | ----------------------------- | ----------------------------- | ----------------------------- | ----------------------------- | ----------------------------- | ----------------------------- | ----------------------------- | ----------------------------- | ----------------------------- |
| Сирець                           | 9,8                           | 10,6                          | 10,5                          | 10,8                          | 10,3                          | 10,0                          | 10,2                          | 10,7                          | 11,0                          |
| Дорогожичі                       | 18,7                          | 18,5                          | 18,1                          | 18,1                          | 16,8                          | 16,1                          | 15,6                          | 15,9                          | 16,0                          |
| Лук'янівська                     | 45,1                          | 44,3                          | 43,8                          | 43,9                          | 41,4                          | 39,8                          | 39,1                          | 40,0                          | 39,8                          |
| Золоті ворота                    | 18,3                          | 19,9                          | 20,5                          | 20,8                          | 20,0                          | 19,7                          | 19,3                          | 20,0                          | 20,8                          |
| Палац спорту                     | 19,1                          | 17,5                          | 17,8                          | 18,6                          | 20,0                          | 21,8                          | 24,2                          | 24,5                          | 24,5                          |
| Кловська                         | 12,3                          | 12,3                          | 12,5                          | 12,7                          | 12,0                          | 11,6                          | 11,6                          | 11,9                          | 11,8                          |
| Печерська                        | 24,6                          | 24,7                          | 24,5                          | 25,1                          | 23,7                          | 22,5                          | 22,7                          | 23,9                          | 24,6                          |
| Звіринецька                      | 25,7                          | 24,7                          | 24,7                          | 24,7                          | 22,9                          | 22,2                          | 22,0                          | 22,5                          | 22,8                          |
| Видубичі                         | 35,3                          | 36,0                          | 36,4                          | 36,1                          | 33,4                          | 31,5                          | 31,8                          | 33,0                          | 32,1                          |
| Славутич                         | 6,6                           | 6,3                           | 6,4                           | 6,1                           | 6,3                           | 6,4                           | 6,4                           | 6,8                           | 6,9                           |
| Осокорки                         | 14,2                          | 16,5                          | 17,5                          | 18,8                          | 18,8                          | 19,1                          | 19,0                          | 20,0                          | 20,7                          |
| Позняки                          | 37,8                          | 38,8                          | 39,7                          | 40,3                          | 38,7                          | 37,8                          | 38,2                          | 38,8                          | 39,9                          |
| Харківська                       | 33,4                          | 30,9                          | 30,0                          | 30,2                          | 28,3                          | 26,6                          | 26,3                          | 26,8                          | 26,1                          |
| Вирлиця                          | 7,7                           | 7,4                           | 7,2                           | 7,2                           | 6,8                           | 6,8                           | 6,6                           | 6,6                           | 6,7                           |
| Бориспільська                    | 16,2                          | 17,0                          | 17,5                          | 17,2                          | 16,2                          | 15,5                          | 15,9                          | 16,6                          | 16,7                          |
| Червоний Хутір                   | 5,2                           | 5,0                           | 4,8                           | 4,9                           | 4,6                           | 4,3                           | 4,3                           | 4,6                           | 4,8                           |
| Загалом на лінії, тис. осіб/добу | 330,0                         | 330,4                         | 331,9                         | 335,5                         | 320,2                         | 311,7                         | 313,2                         | 322,6                         | 325,3                         |
| Загалом на лінії, тис. осіб/рік  | 120 429,30                    | 120 624,47                    | 121 736,57                    | 122 466,86                    | 116 890,81                    | 113 782,99                    | 114 625,7                     | 117 731,5                     | 118 723,3                     |

## Перспектива розвитку
- Будівництво лінії на Виноградар[2]. Проєкт передбачає будівництво чотирьох станцій Сирецько-Печерської лінії від станції «Сирець» — «Мостицька», «Варшавська»,  «Виноградар», «Маршала Гречка», а також електродепо у Подільському районі. Поки що станція «Сирець» — остання станція «зеленої» Сирецько-Печерської лінії метро на правому березі Києва. Чотири нові станції метро до житлового масиву Виноградар у Києві планують збудувати майже за дев'ять років. Вартість проєкту (станом на 1 березня 2017) — понад 11,2 мільярда гривень. Раніше попередню вартість будівництва на КП «Київський метрополітен» оцінювали у понад 5 мільярдів гривень. Першу чергу, яка передбачає дві станції, обіцяють завершити за три роки, другу — майже за стільки ж. Довжина черги становитиме 7,39 км, з них 1,3 км закритого прокладання і 6,09 відкритого[3].
- Завершення будівництва станції «Львівська брама».
- Продовження будівництва лінії в бік Дарницького вокзалу (зупинки Промислова, Вулиця Горбунова, Дарницький вокзал, Броварський проспект);